# Via Claudia Augusta (Radweg)
Die Via Claudia Augusta ist ein bis zu 752 km langer Fernradweg, der sich großteils an der gleichnamigen historischen Römerstraße, der Via Claudia Augusta, orientiert. Der Radweg führt vom bayerischen Donauwörth über die Alpen in der Padana-Variante nach Ostiglia am Po bzw. alternativ als Altinate-Variante nach Quarto d’Altino bei Venedig. Zugleich ermöglicht der Weg eine Alpenüberquerung mit dem Fahrrad. Laut der ADFC-Radreiseanalyse 2013 ist die Via Claudia Augusta nach dem Donauradweg der beliebteste ausländische Radfernweg.

## Grundlage: eine antike Römerstraße
Die Via Claudia Augusta war eine der wichtigsten Römerstraßen. Kaiser Augustus ließ sie erbauen, nachdem er im Jahre 15 v. Chr. die Gebiete der Alpen und das nördliche Voralpengebiet zwischen Inn und dem Südschwarzwald im Rahmen der Augusteischen Alpenfeldzüge von seinen Stiefsöhnen Tiberius und Drusus erobern ließ.

### Kulturelle und touristische Idee
Mitte der 1990er Jahre wurde die Via Claudia in einer grenzüberschreitenden touristischen und kulturellen Zusammenarbeit wiederentdeckt und revitalisiert. Vor allem für kulturell interessierte Touristen ist die Strecke gedacht: Radeln auf alten Spuren und flankiert von geschichtlichen Zeugnissen der römischen Antike, das war die gemeinsame und länderübergreifende Grundidee.

### Museen
Verschiedene Museen laden unterwegs zur geschichtlichen Vertiefung ein und eröffnen ein Gespür für Reisen und Geographie aus Sicht der Römerzeit.
Zu nennen sind unter anderem:
- das Archäologische Museum im Tanzhaus von Donauwörth mit seinem römischen Reisewagen
- das Römische Museum Augsburg mit Exponaten zur Via Claudia Augusta und zur römischen Siedlung Augusta Vindelicorum
- das Archäologische Museum Fließ, das vor allem den heutigen österreichischen Abschnitt darstellt
- das Südtiroler Archäologiemuseum von Bozen informiert über die Römer im Alpenraum von Südtirol.
- das Museo Lapidario Maffeiano in Verona. Es präsentiert sehr umfassend die antike römische Kultur.
- das Archäologisches Nationalmuseum Altino direkt am Endpunkt in Quarto d’Altino repräsentiert die Geschichte der Gegend um Venedig

Nicht an der Via Claudia Augusta gelegen, aber mit aussagekräftigen Exponaten dazu ausgestattet ist:
- das Tiroler Landesmuseum in Innsbruck

### Historische Wegführung entlang von römischen und mittelalterlichen Passagen
Oft folgt gerade der Radweg im Gegensatz zur neuzeitlichen, asphaltierten Autostraße der alten römischen Wegführung. Der geschotterte Fernpassübergang etwa, der sich abseits der viel befahrenen Fernpassstraße befindet, folgt vorwiegend den alten Pfaden der römischen Via Claudia Augusta, sofern sich dieser Weg rekonstruieren lässt. Nicht an allen Orten ist das bislang im Detail ganz zweifelsfrei zu leisten, auch wenn die Grundrichtung nicht bestritten ist.

## Charakteristik

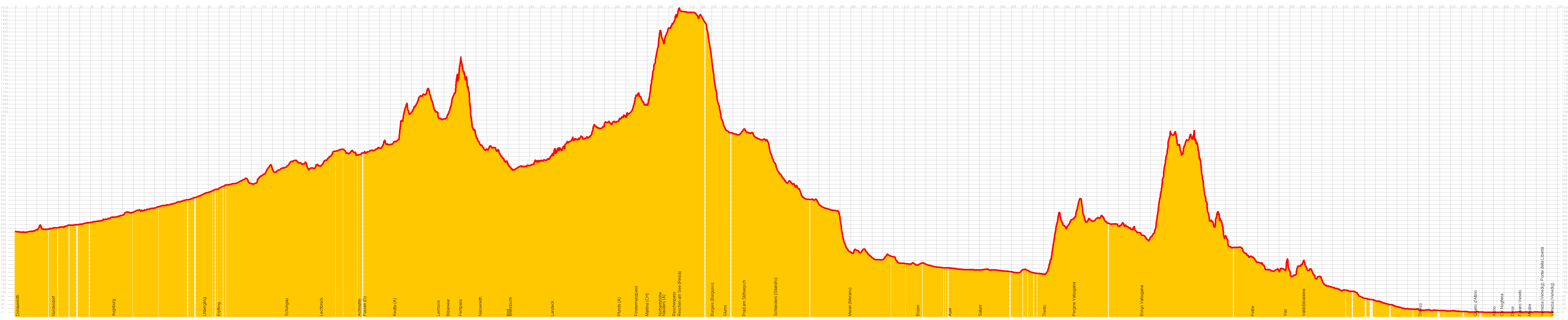
Höhenprofil der Via Claudia Augusta in der Altinate-Variante in Nord-Süd-Richtung. Bei der Padana-Variante entfallen alle Anstiege ab Trient (Trento)

Die Via Claudia Augusta gilt als die für Radfahrer leichteste Alpenquerung in Europa. Damit ist sie auch eine häufig genutzte.
Im Blick auf die Fahrtrichtung kommt für die überwiegende Mehrheit nur die Tour von Norden nach Süden in Betracht. Es gibt in der Gegenrichtung wesentlich mehr steile und auch sehr lange Anstiege, wenn man etwa das Etschtal betrachtet.
In landschaftlicher Hinsicht ist die Via Claudia Augusta ausgesprochen vielseitig:

### Bayern: Von der Donau ins Ostallgäu
Zwischen Donauwörth im Donautal und Landsberg prägt das breite und vergleichsweise flache Lechtal die Fahrt. Südlich von Landsberg wird das Voralpenland mit seinen Hügeln und Almen erlebbar.

### Nordtirol
Ab Füssen beginnt im Außerfern schließlich das Hochgebirge mit teilweise anspruchsvollerer Wegführung durch Felslandschaften. Erste Pässe (Kniepass, Ehrenberger Klause und Fernpass) führen zunehmend in die Höhe. Der ab Imst wegbegleitende Inn zeigt sich sodann als ein Gebirgsfluss, der Weg im Oberinntal steigt stetig an und führt nach der Finstermünzschlucht für einen kleinen Abschnitt ins Unterengadin, bevor es über Serpentinen hoch zur Norbertshöhe geht.

### Südtirol

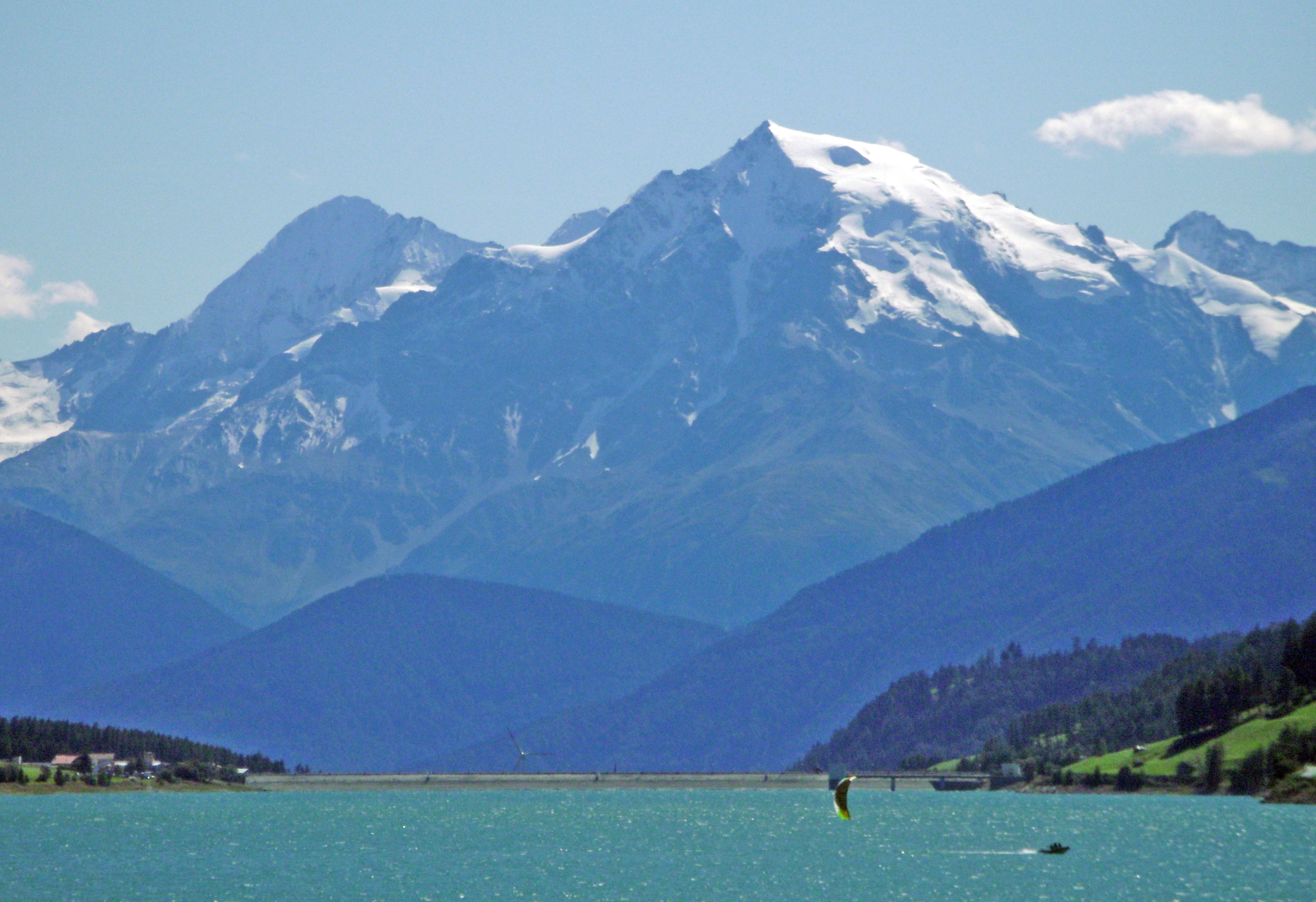
Wenn hinter dem Reschensee der 3905 Meter hohe Ortler am Radweg auftaucht, ist einer der alpinen Höhepunkte im Erlebnis des transalpinen Projektes erreicht, zugleich ist der Alpenhauptkamm überschritten

Mit Erreichen des Vinschgaus ist der Alpenhauptkamm überschritten. Somit wird vom Frühjahr bis in den Herbst hinein erster mediterraner Einfluss spürbar. Die Vegetation wird in Südtirol üppiger und es wird auf ca. 100 km das größte geschlossene Apfelanbaugebiet der EU entlang der Etsch durchquert.

### Trentino und Venetien
Ab Trient bleibt man der Padana-Variante im Etschtal und erreicht bei Verona mit der weitläufige Po-Ebene ein flaches, fruchtbares Tiefland im Norden Italiens, die Tour endet in Ostiglia am Po.
Die Altinate-Variante führt über anspruchsvollere Anstiege durch die Valsugana mit dem Caldonazzosee und dem Piavetal, in dem die Dolomiten erreicht werden. Die Vegetation zeigt sich vielfältiger, die Orte weniger touristisch. Nach einem letzten und zugleich schwierigsten Anstieg über den Praderadego-Pass werden die Alpen verlassen und nach einer Durchquerung der Po-Ebene endet die Tour in Quarto d’Altino.

## Städte und Orte entlang der Strecke
Eine detaillierte Auflistung aller wichtigen Ortschaften auf bayrischem, österreichischem und italienischem Gebiet findet sich in der Streckenbeschreibung Orte an der Via Claudia Augusta.

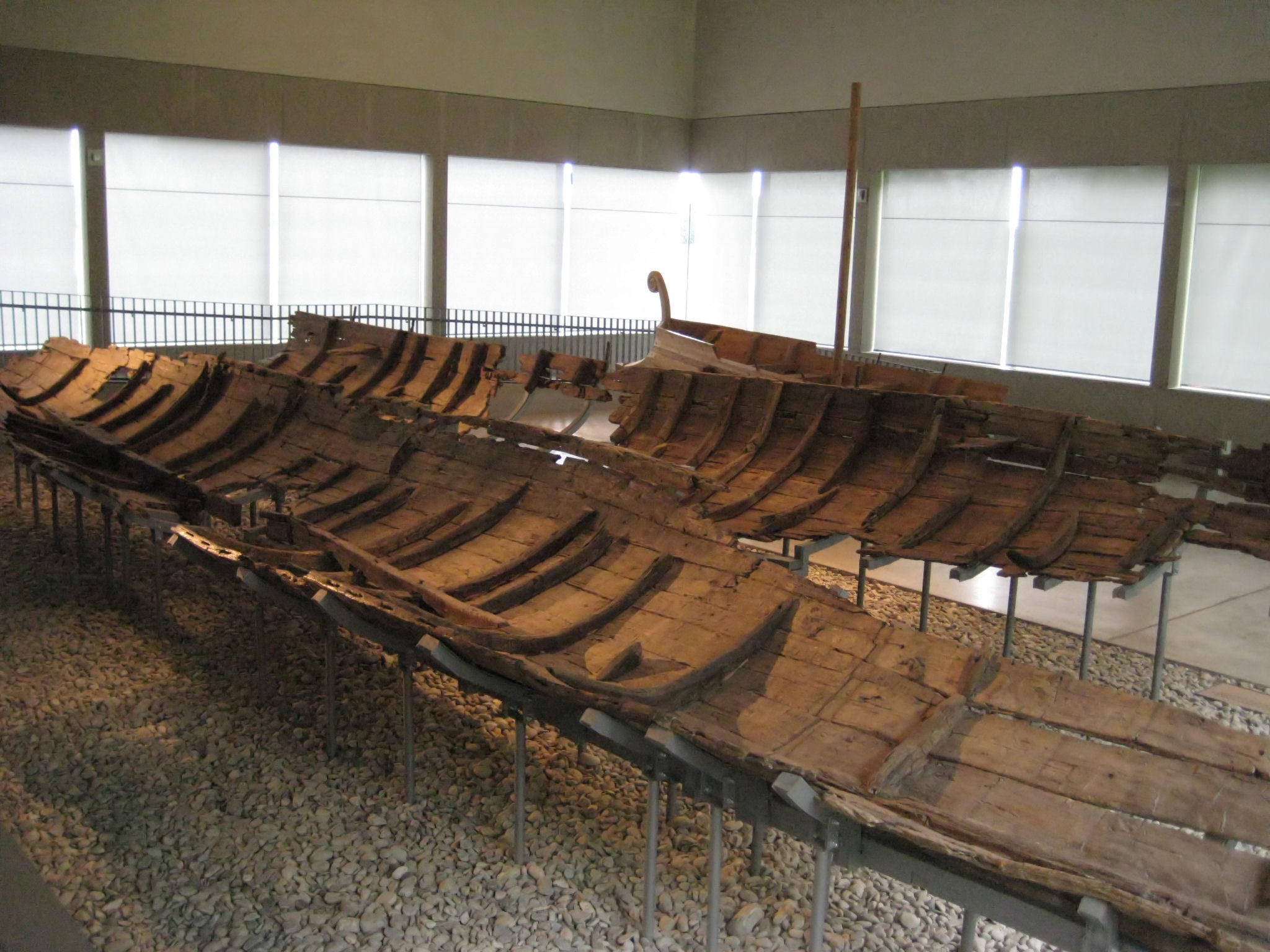
Ein möglicherweise historischer Zubringer zur Via Claudia Augusta: die Überreste römischer Donau-Schiffe im Kelten Römer Museum von Manching, etwa 100 nach Christus
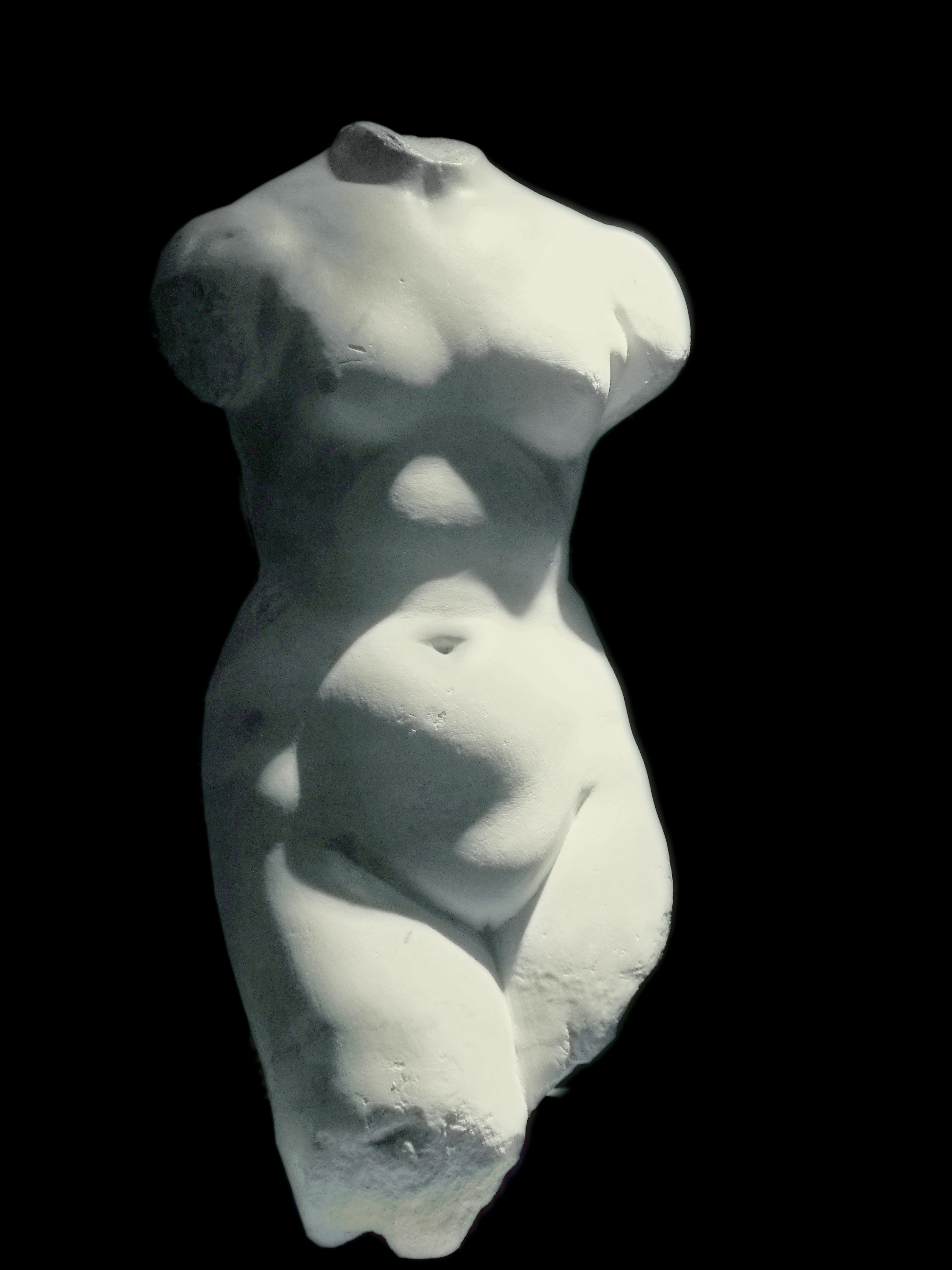
Epfach war ein wichtiger römischer Militär- und Handelsplatz. Gefunden wurde dort an der Via Claudia Augusta die Venus von Epfach, eine figürliche Darstellung der römischen Liebesgottheit
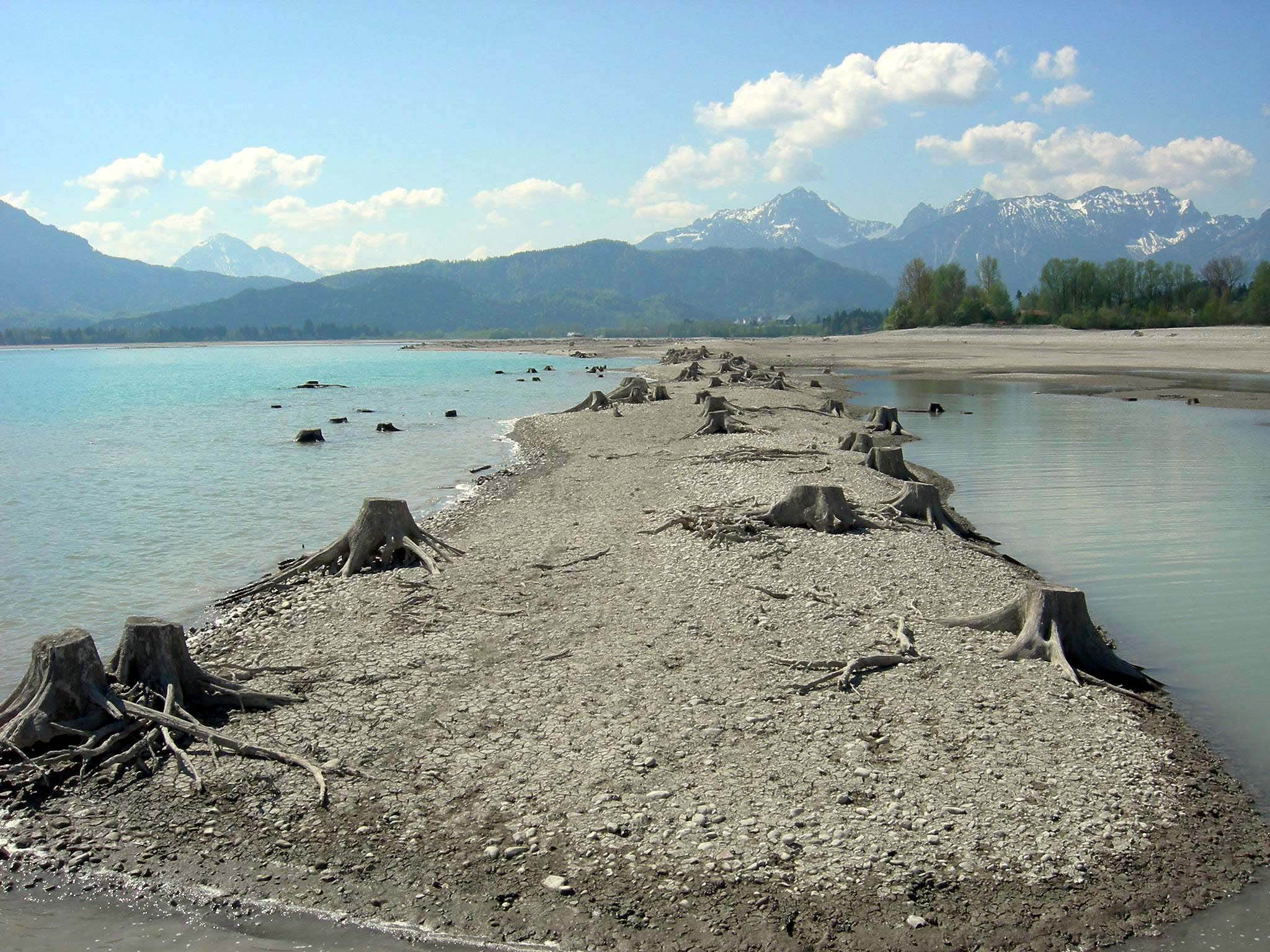
Dieser Abschnitt der alten Römerstraße ist kaum mehr mit Zweirädern befahrbar: der Streckenabschnitt wurde vom Forggensee künstlich geflutet, die neue Strecke verläuft am Seeufer
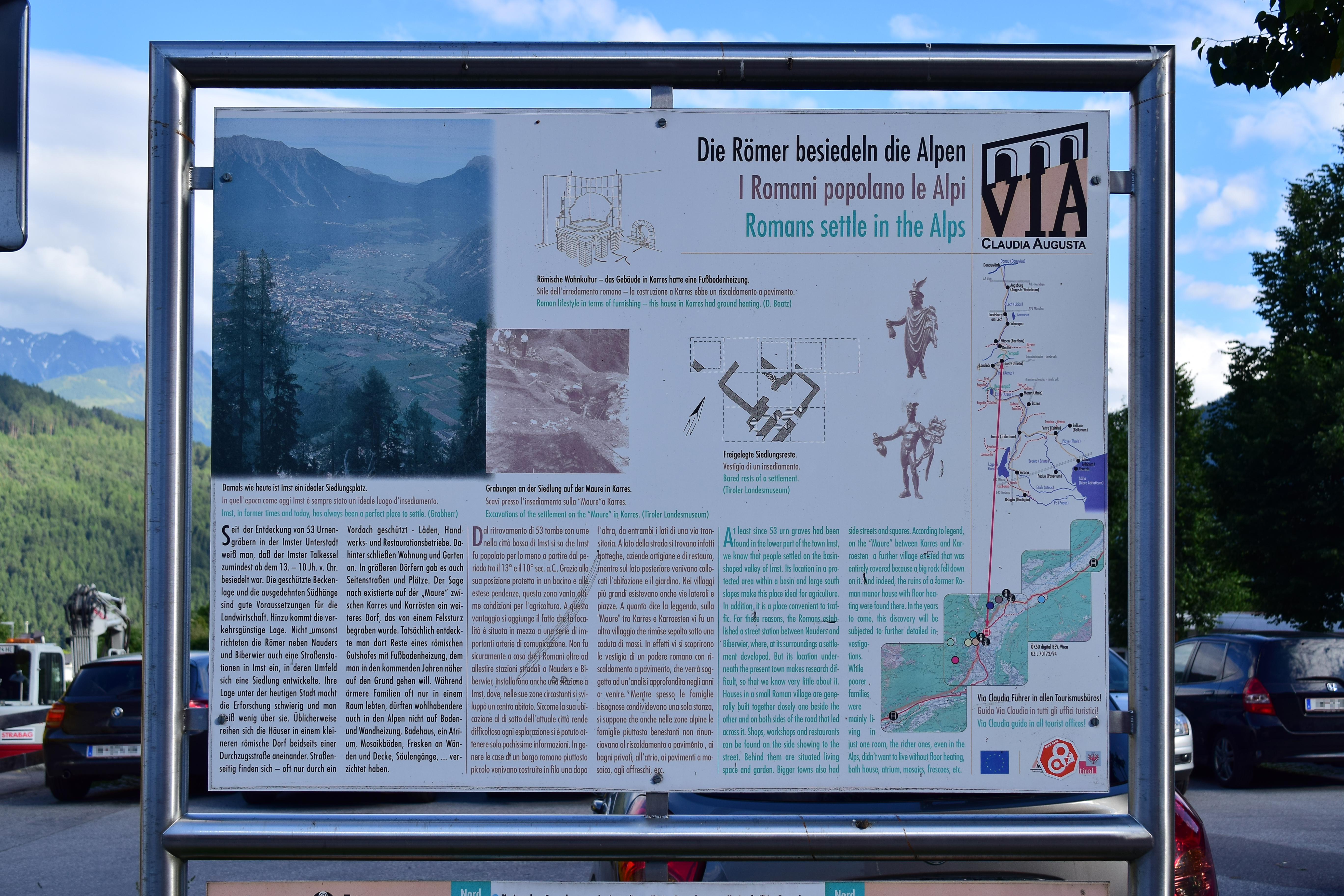
Immer wieder führt die heutige Via Claudia Augusta an Schautafeln vorbei, die über die historische Kultur der Römer vor über 2000 Jahren informieren; hier eine Informationstafel direkt am Radweg in Imst
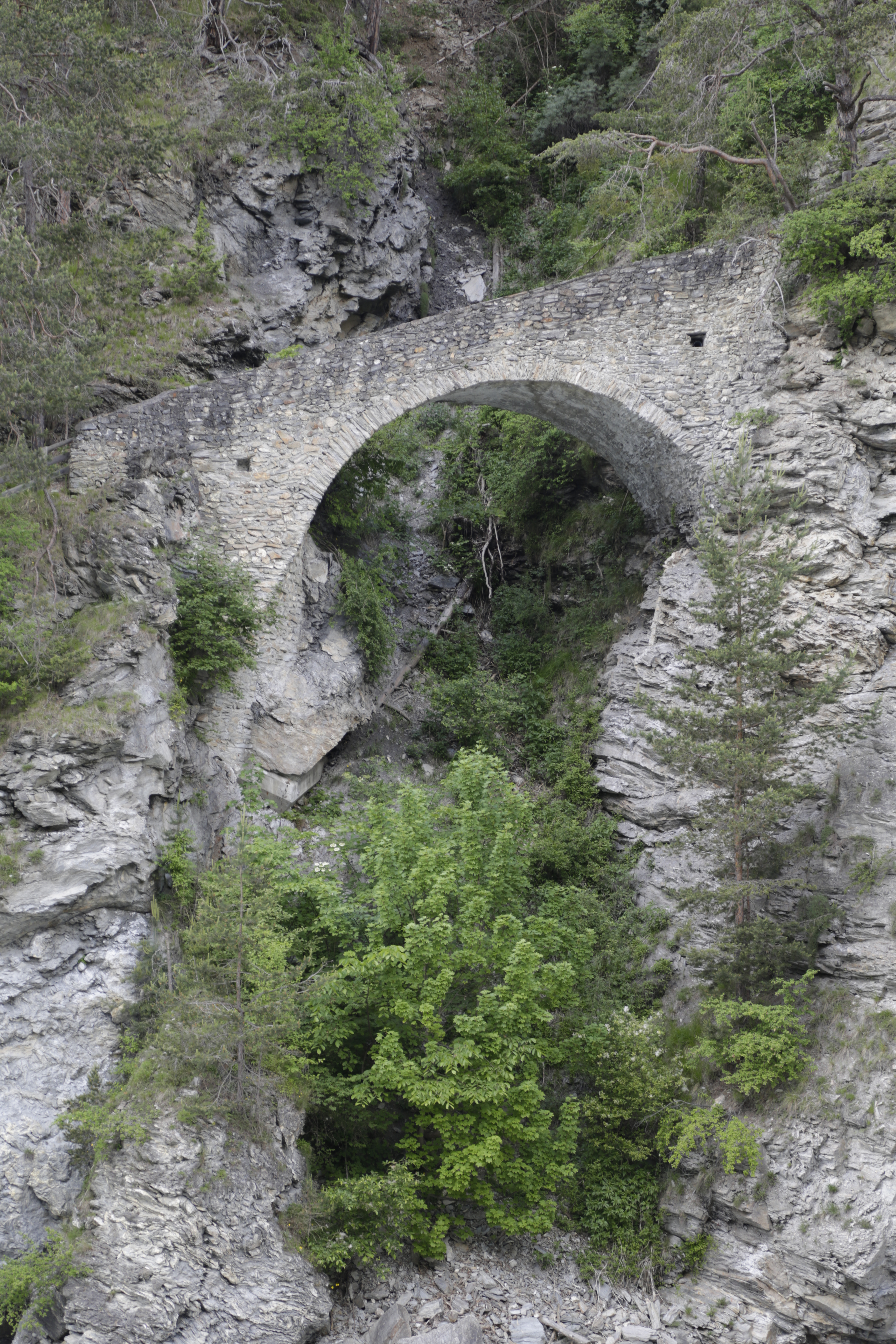
Die gemauerte Steinbogenbrücke bei Serfaus führt 8 m über eine Felsrunse. Sie stammt vermutlich aus dem Mittelalter, Form und Konstruktion entsprechen jedoch durchweg der römischen Brückenbautechnik.
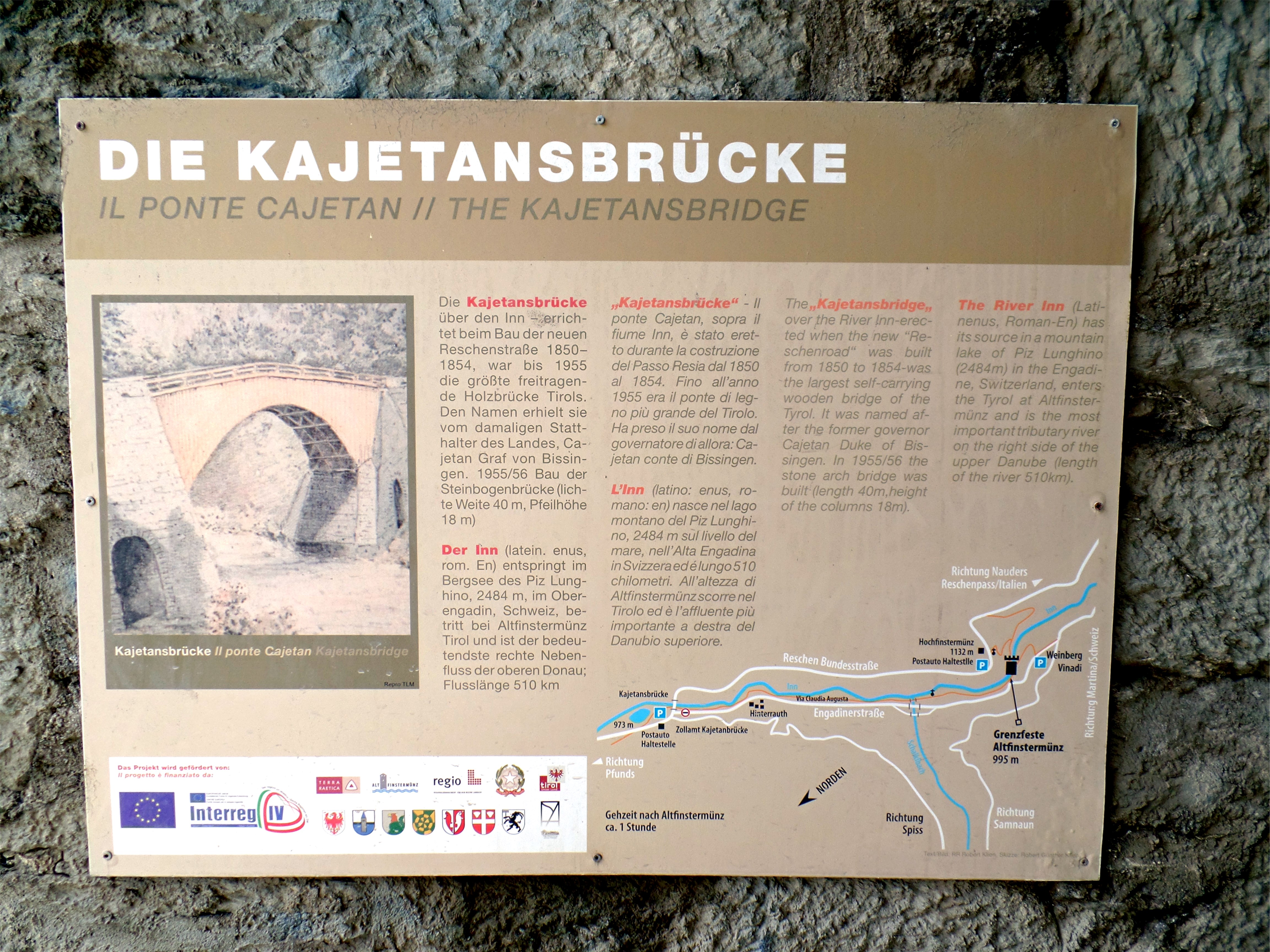
Historische Informationen am Radweg: die Kajetansbrücke über den Inn
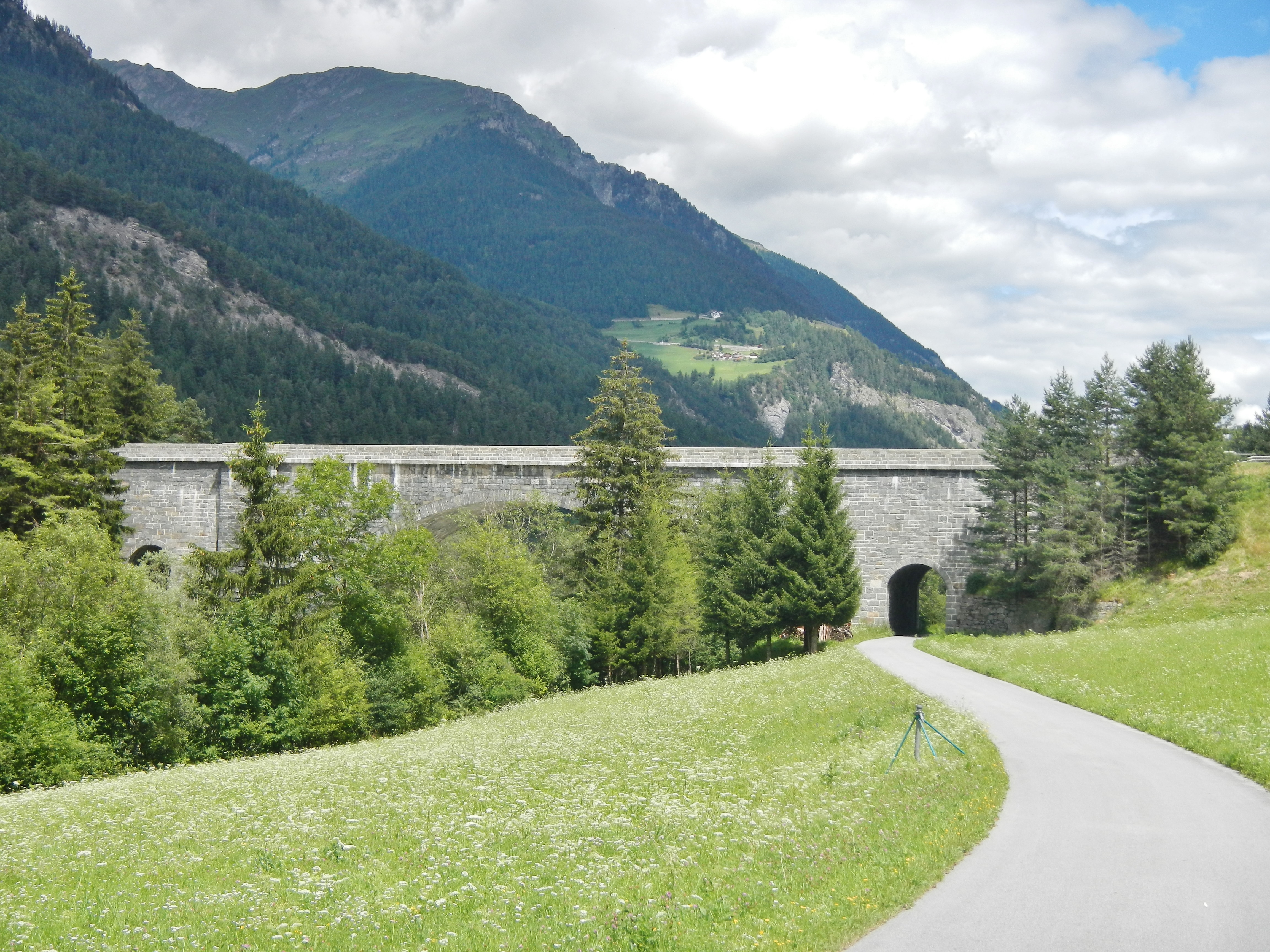
Der Radweg im Inntal kurz vor der Kajetansbrücke, die unterquert, nicht überquert wird; die Route führt jetzt für eine Etappe ins Unterengadin
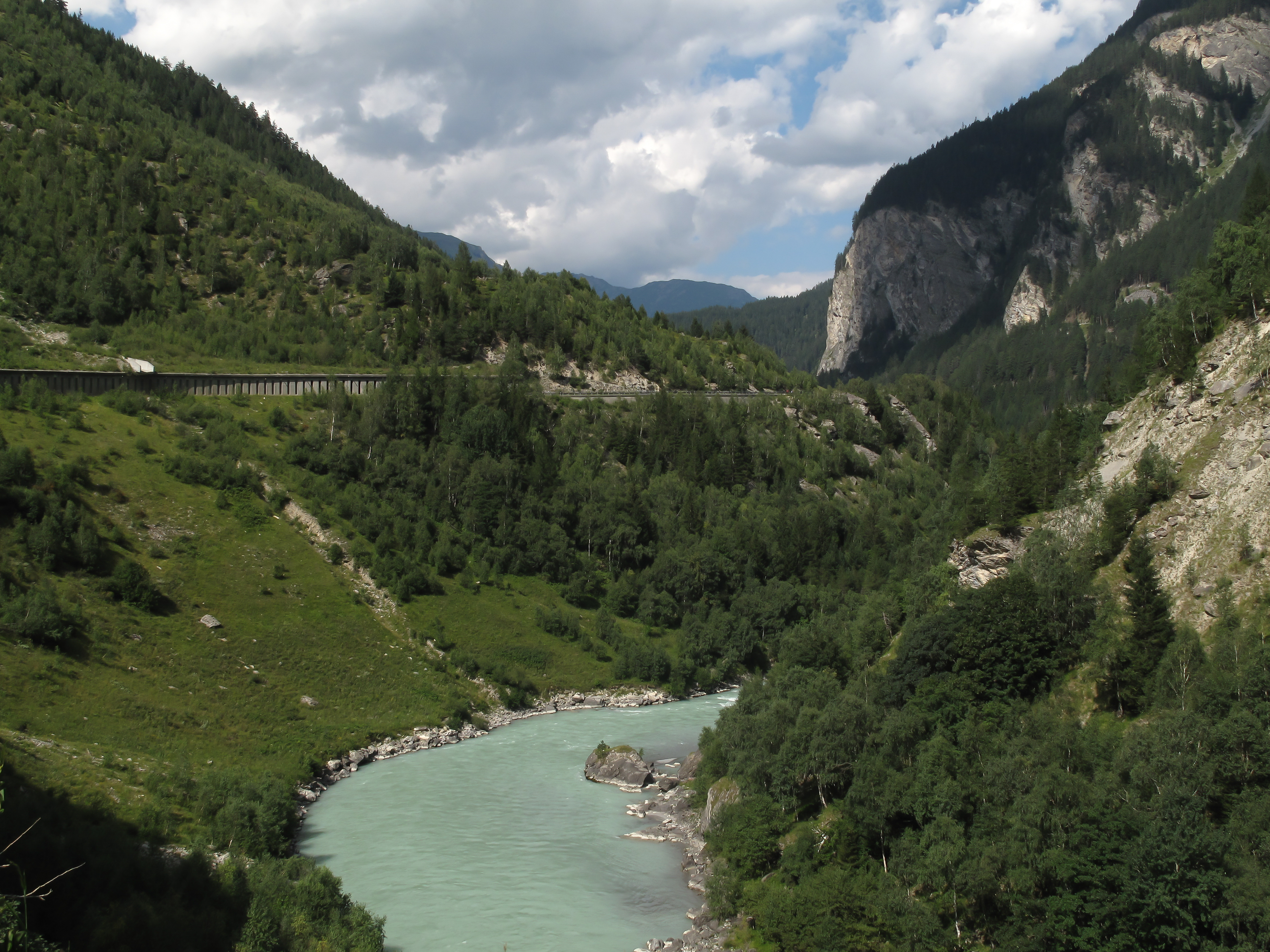
Im Dreiländereck kurz vor Martina GR in Graubünden. Die Straße ist links zu sehen, für einen eigenen Radweg hat es hier keinen Platz mehr im eng gewordenen Inntal
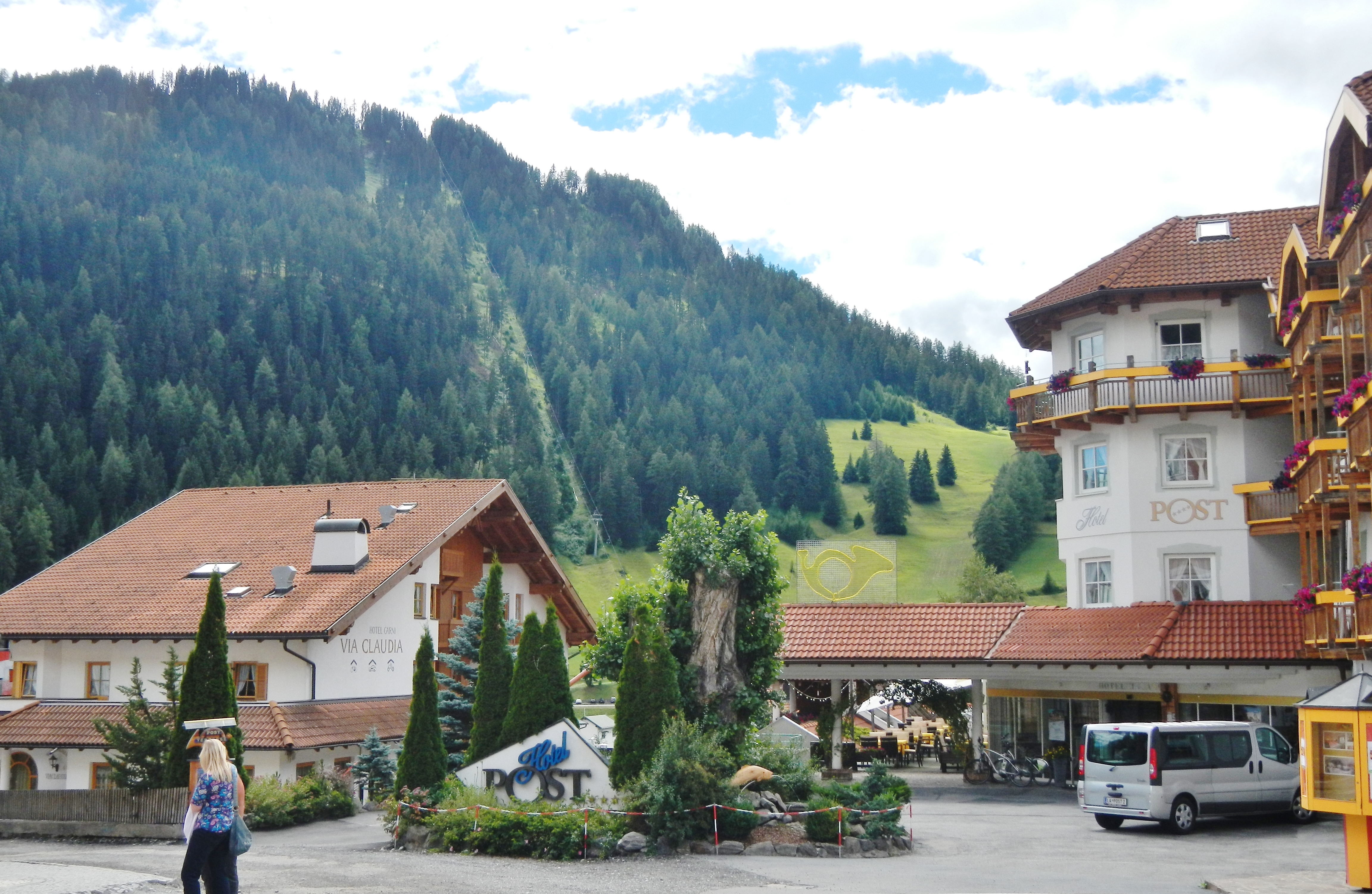
Vereinzelt sind auch Gasthäuser nach der Via Claudia Augusta benannt, wie etwa hier in Nauders (Gebäude links)
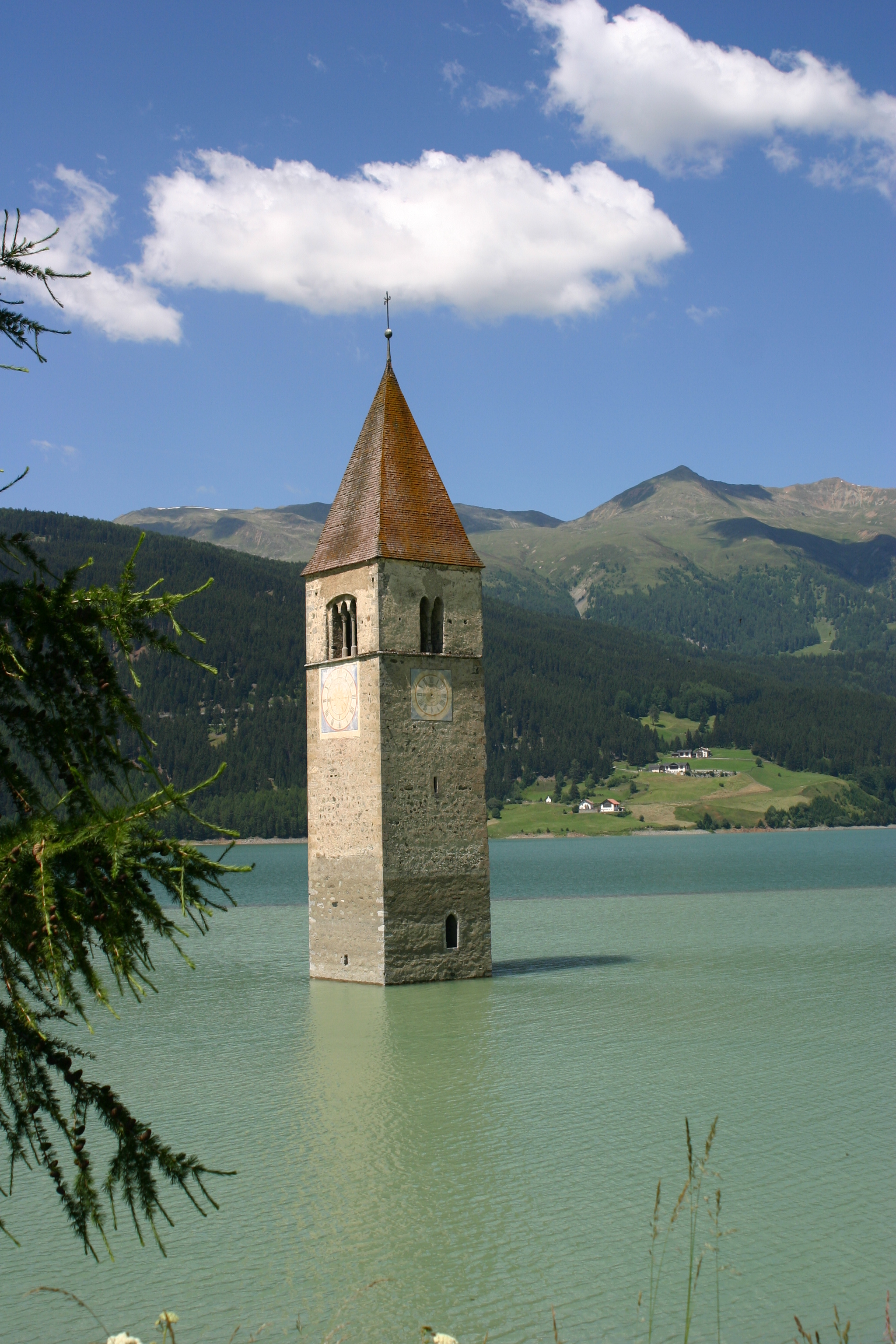
Am Reschensee beginnt der italienische Abschnitt der Radreise
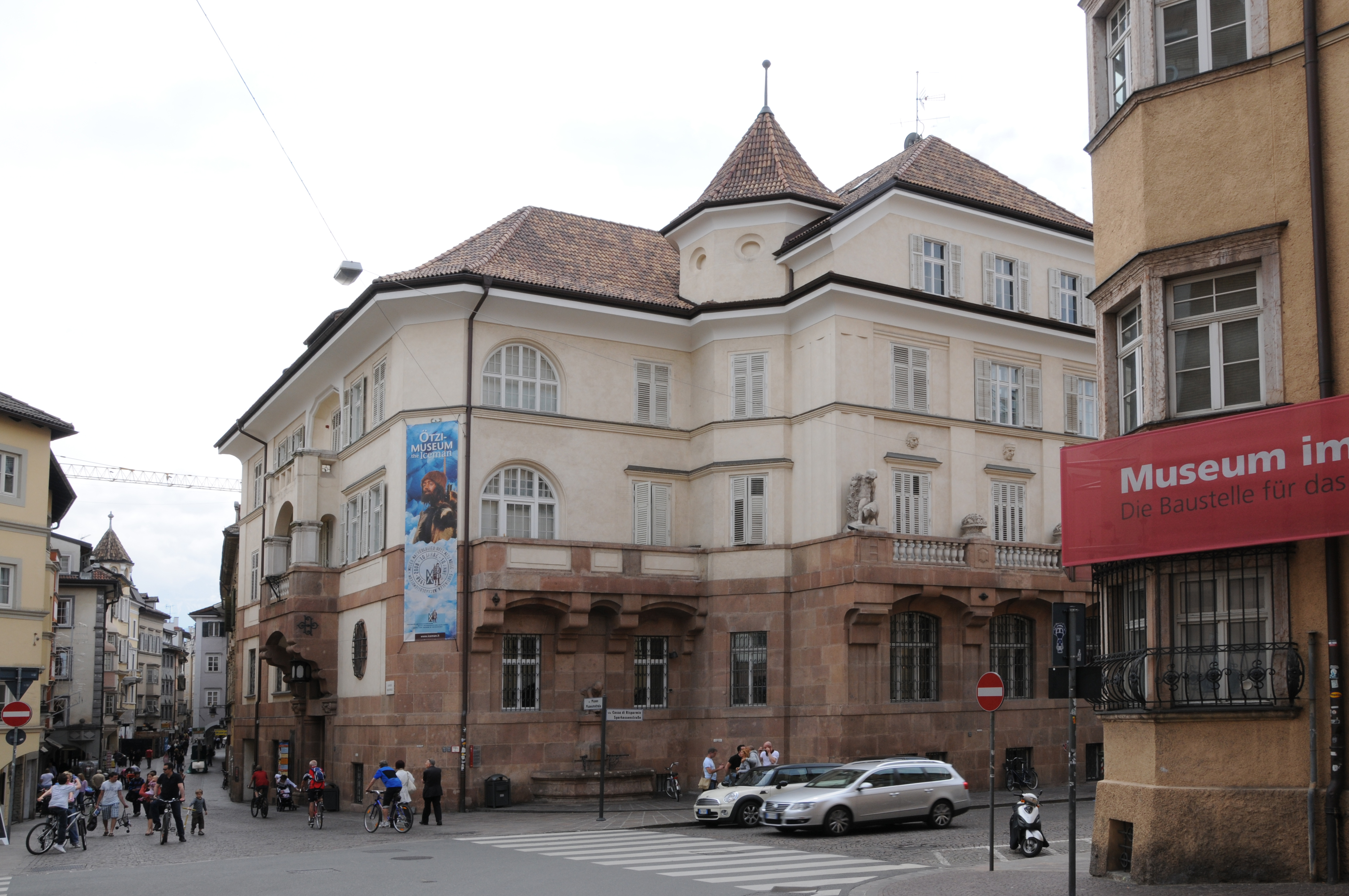
Lange vor den Römern war Ötzi da. Das Südtiroler Archäologiemuseum in Bozen stellt beide Geschichtsepochen dar
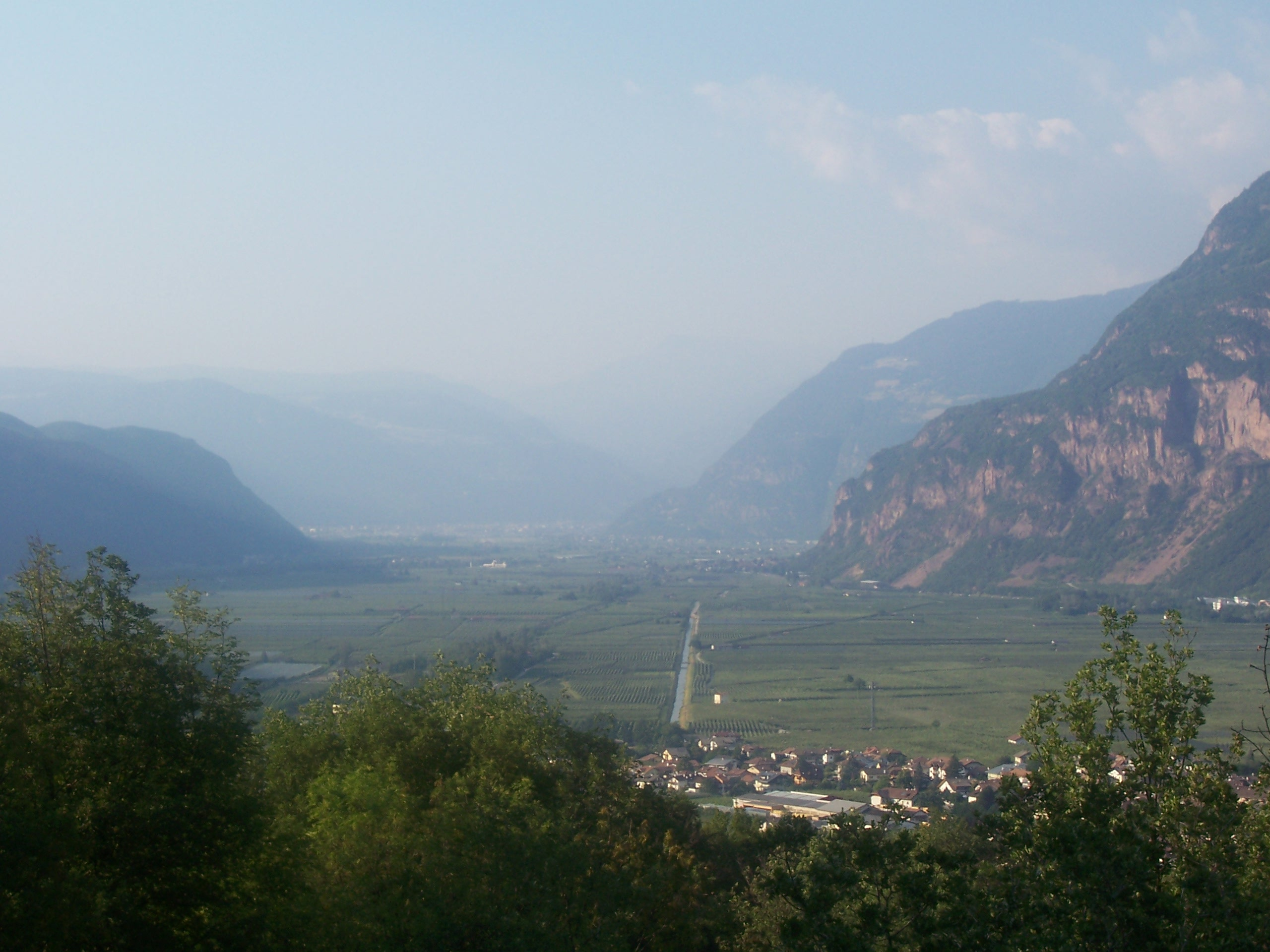
Flach und gerade verläuft die Via Claudia Augusta zwischen Bozen und Trient, hier bei Auer
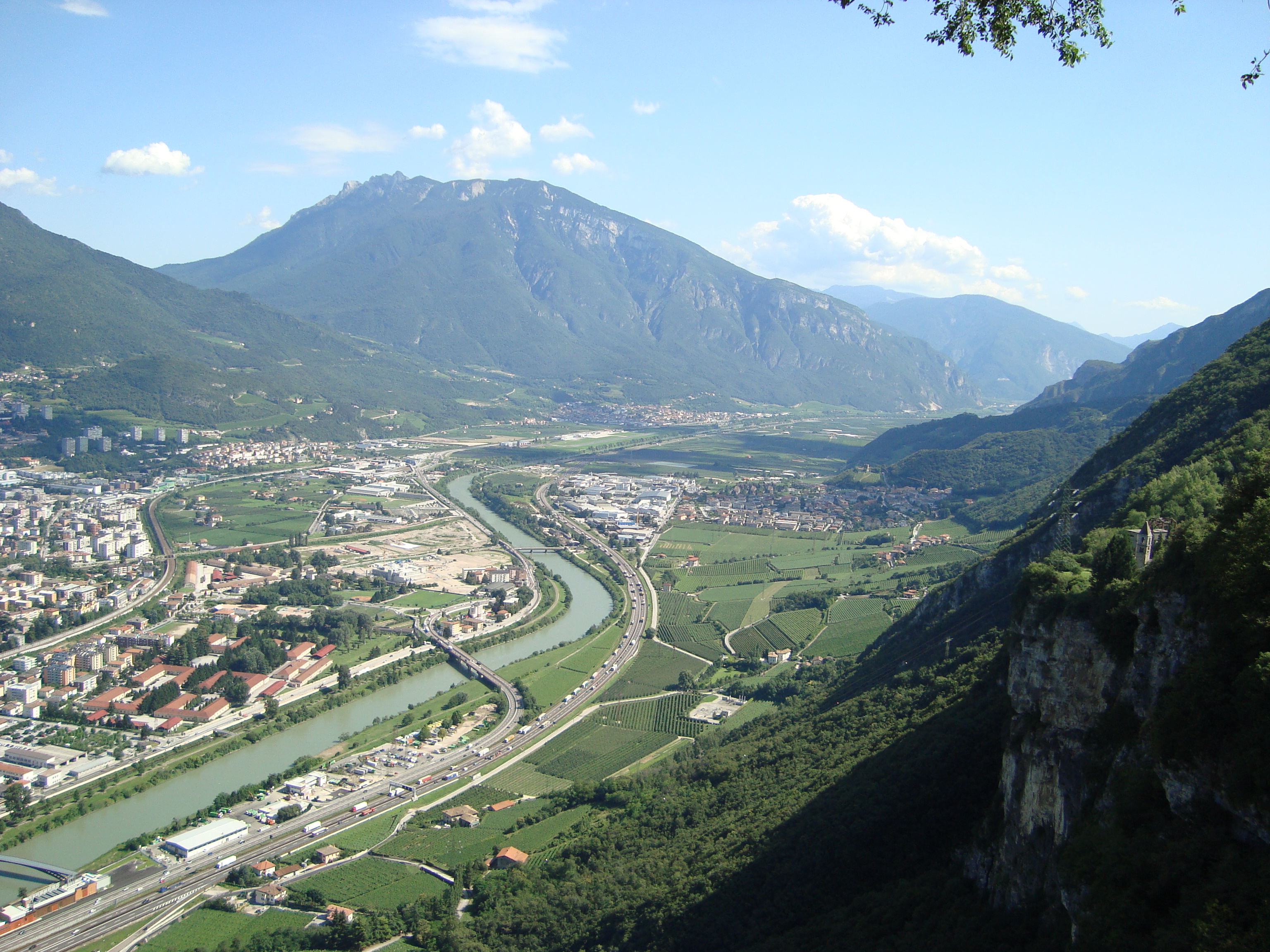
Im Gebiet von Trient begleitet nicht nur der Fluss den Radweg, sondern auch die vielbefahrene Brennerautobahn und die gut frequentierte Bahnlinie vom Brenner

## Ausbau und Infrastruktur

### Markierungen und Ausschilderung

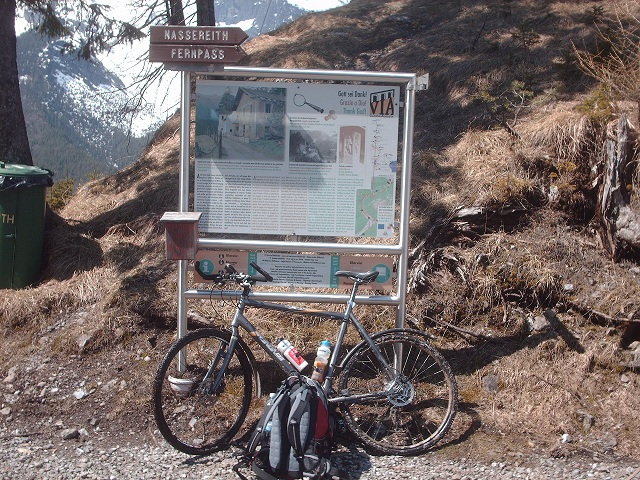
Die antike Via Claudia Augusta als neuzeitliche Fahrradunternehmung am Fernpass

Der Weg ist in weiten Teilen gut für den Radverkehr ausgebaut und touristisch erschlossen, so dass er sich seit seiner Eröffnung zu einer beliebten Transalp für Radfahrer entwickelt hat.
Die Beschilderung des Radweges fällt sehr unterschiedlich aus. In Bayern ist der Via Claudia Augusta-Radweg durchgehend bis zur Grenze mit quadratischen Tafeln bestückt. Diese sind weiß, darauf sind die drei Bögen der Via Claudia dargestellt, darunter steht in schwarz auf orange Via geschrieben und darunter Claudia Augusta. In Österreich ist die Beschilderung etwas dichter, jedoch sind die Schilder dort kleiner dimensioniert. Außerdem gibt es in Österreich auch Bodenmarkierungen. In Südtirol fehlt die Ausschilderung nahezu komplett, abschnittsweise trifft man zwischen dem Reschen und Bozen auf die Beschilderung der Radroute 2 „Vinschgau–Bozen“, zwischen Bozen und Salurn auf jene der Radroute 1 „Brenner–Salurn“. Ohne Karte ist die offizielle Wegführung nicht zu finden. Im übrigen Italien gibt es nur abschnittsweise Beschilderung für die Via Claudia Augusta, die in den Dolomiten in der Wegführung von offiziellem Kartenmaterial abweicht.

### Pendel- und Shuttlebetrieb mit Fahrradtransport

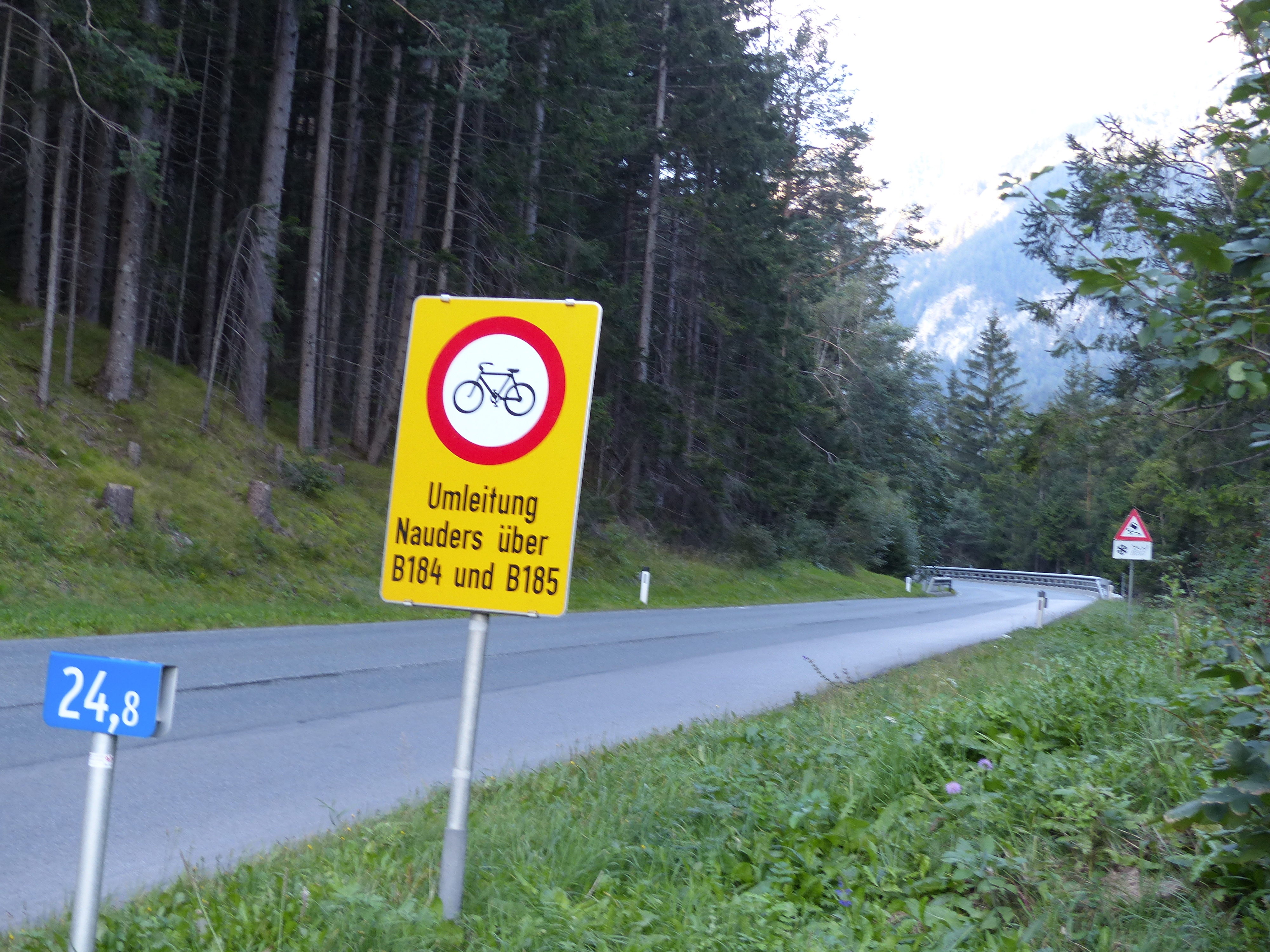
Die österreichische Auffahrt zum Reschenpass nach der Kajetansbrücke, die sogenannte Reschenrampe, ist für den Radverkehr gesperrt; allerdings gibt es eine Ausweichstrecke durch das Engadin über Martina

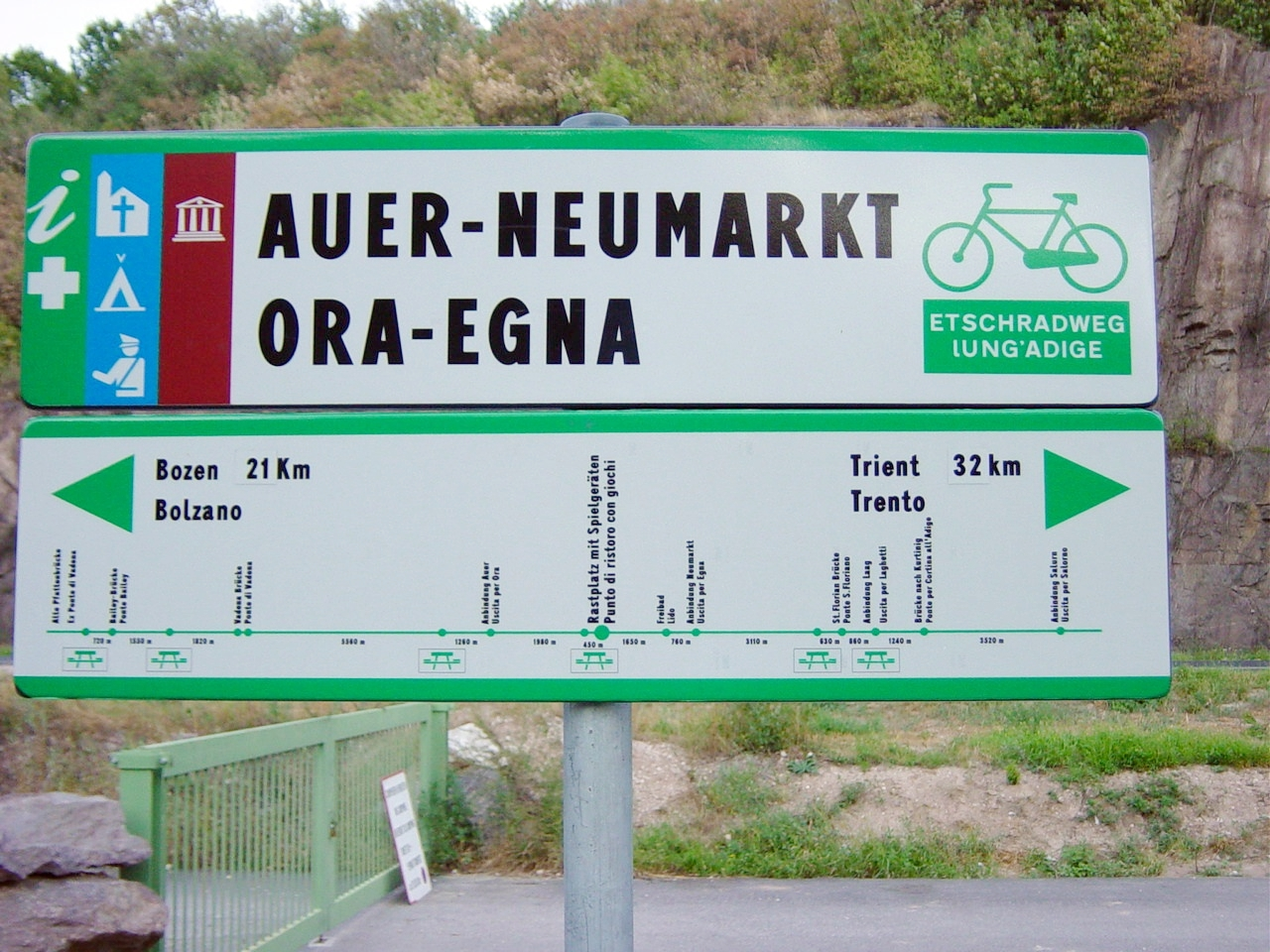
Die Via Claudia Augusta folgt in Italien auf weiten Strecken dem abschnittsweise ordentlich ausgeschilderten Etsch-Radweg

Für Radtouristen verkehren über den Fernpass, auf den Reschenpass und auf den Praderadego-Pass Shuttlebusse mit Fahrrad-Transportmöglichkeit. Zwischen Trento und der Valsugana kann der Zug genommen werden. Von Castelnuovo in der Valsugana ins Hochtal Tesino und über den Passo Croce D'Aune gibt es keine Shuttles.
Außerdem betreibt die Organisation Via Claudia Augusta Transnational EWIV einen Shuttle (Autobus) für den Rücktransport von Italien nach Deutschland mit Einstiegsstellen entlang der Strecke. Ebenso ist die Rückreise mit dem EuroCity unter anderem von Bozen, Trient, Verona oder Venedig möglich.

## Alternative
Die Albrecht-Route, eine alpenüberquerende Mountainbike-Strecke, führt in sieben Tagen durch Hochgebirgsregionen von Garmisch-Partenkirchen nach Torbole an den Gardasee. Sie benutzt dabei revitalisierte Abschnitte der Via Claudia Augusta.